# Jan Soukup (architekt)
Jan Soukup (* 6. prosince 1946 Plzeň) je český architekt. Dlouhodobě se angažuje v ochraně církevních památek zejména v Plzeňském kraji, je autorem nebo spoluautorem řady jejich rekonstrukcí.

## Životopis
Jan Soukup se narodil jako nejmladší ze 4 sourozenců. Vystudoval Střední průmyslovou školu stavební v Plzni, poté architekturu na ČVUT. Studium dokončil v roce 1976, získal titul inženýr architekt (Ing. arch.). V letech 1988–1991 postgraduálně studoval obor Obnova památek.
Od roku 1968 pracoval v Krajské projektové organizaci Stavoprojekt, kde byl od roku 1983 hlavní projektant a v letech 1990–1991 ředitel. Poté založil soukromou projekční kancelář, kterou dosud vede.
Je členem řady profesních organizací, 15 let (1990–2005) byl předsedou Obce architektů plzeňské oblasti. Angažuje se také v několika občanských sdruženích, jejichž cílem je obnova ohrožených památek. Je např. předsedou občanského sdružení Klášter Chotěšov. Je rovněž autorem několika publikací a řady výstav.

### Osobní život
V roce 1975 se oženil, má 4 syny.

## Významné realizace

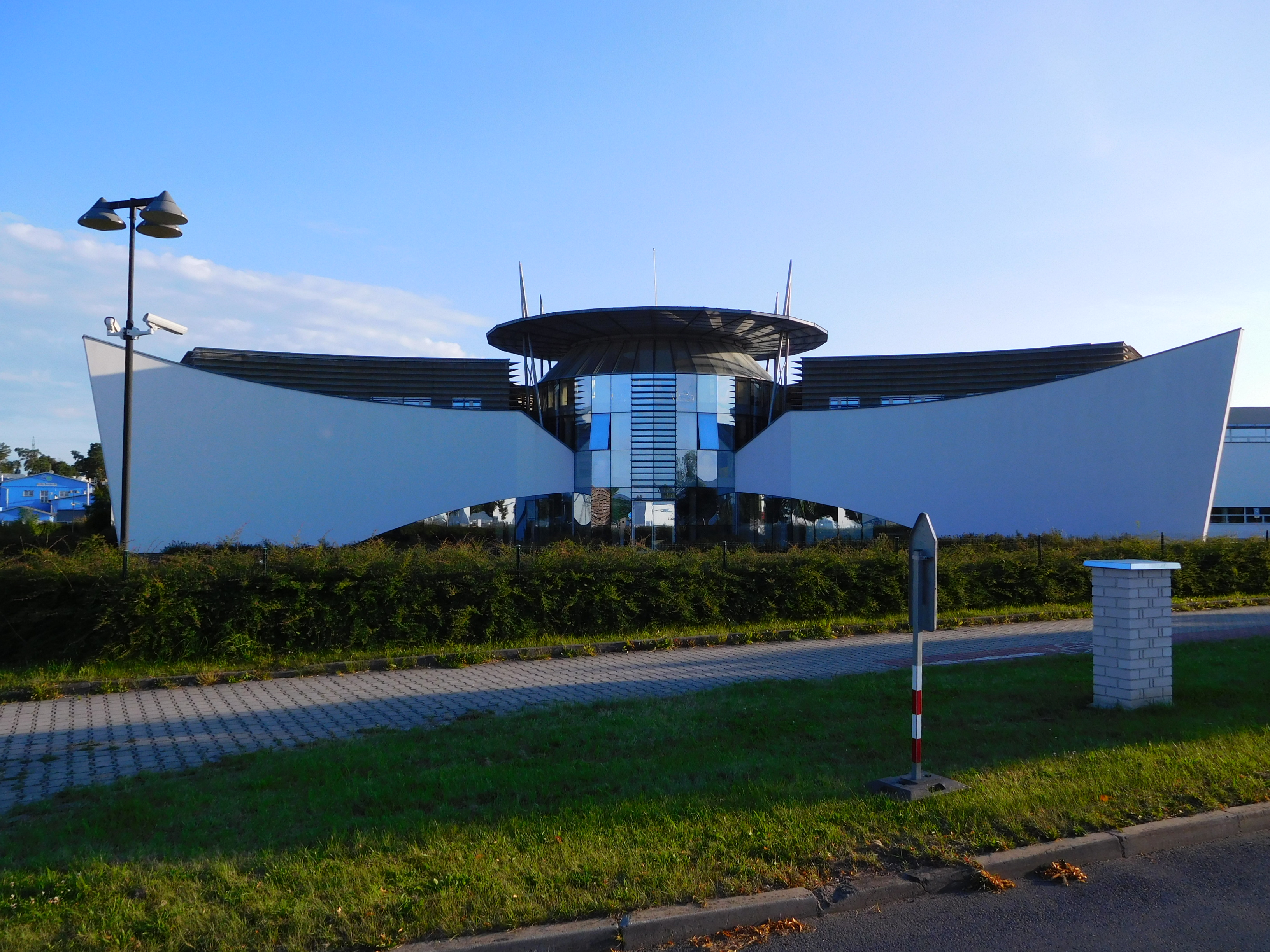
Budova Technocrane, Plzeň

- Klášter Nový Dvůr, spolu s Johnem Pawsonem
- Rekonstrukce Jízdárny ve Světcích u Tachova
- Rekonstrukce Západočeského muzea v Plzni
- Rekonstrukce Náměstí Republiky v Plzni
- Rekonstrukce Františkánského kláštera v Plzni a Muzea církevního umění plzeňské diecéze
- Kaple Smíření (Šlovice) – první a dosud jediná dálniční kaple v ČR

## Ocenění
- Stavba roku Plzeňského kraje (2004, 2009, 2010, 2012)
- Stavba roku (2004, 2005)
- Frate Sole Award (2008)
- Ecola Award (2008)
- Historická pečeť města Plzně (2011)
- Plzeňská ikona (2012)
- Medaile Sv. Cyrila a Metoděje (2013), za spolupráci při obnově církevních památek

aj.

## Publikace
- Zničené kostely (spoluautoři Krčmář, Procházka, 2004)
- Ohrožené kostely (spoluautor Krčmář, 2007)
- Kostely ve Starém Plzenci (2009)
- Živé kameny litického kostela (2011)
- Pohledy z plzeňské věže (s V. Mazným, 2012)
- Katedrála sv. Bartoloměje v Plzni (2012)

### Rozhovory
20170922 | S Janem Soukupem o obnově kláštera Chotěšov (propamatky.info).
20190619 | Eva Klapka Koutová: Česká kultura před Sametem a po Sametu / s architektem Janem Soukupem (mistnikultura.cz). "Období socialismu a následná sametová revoluce přinesly změny do politické, společenské a hospodářské sféry. Bytostně se ale také dotkly kultury, včetně architektury. Architekt Jan Soukup působil v době socialistického Československa v národním podniku Stavoprojekt. Po revoluci si založil soukromou architektonickou kancelář. O atmosféře doby minulé i té současné jsme spolu vedli rozhovor."